# Casanova de la Vall (Lluçà)
Casanova de la Vall és una obra de Lluçà (Lluçanès) inclosa a l'Inventari del Patrimoni Arquitectònic de Catalunya.

## Descripció
Construcció de planta rectangular i teulat a doble vessant lateral a la façana de la porta principal. Els murs són de pedres irregulars i morter. A la dreta de la façana hi ha diverses construccions annexes que s'havien fet servir de corts o de pallers. L'ordenació de la façana principal és regular, té planta, pis i golfes, amb una sola obertura a la planta, la porta d'entrada amb llinda de pedra, i dues fileres de finestres amb llindes muntants i ampits de pedra.
Pallers: Conjunt format per dues construccions de planta rectangular i teulat a doble vessant que estan situades l'una al davant de l'altre. La part més gran està feta amb pilastres de carreus ben tallats que sostenen la teulada amb barbacana. La construcció del davant, més petita, és posterior, i havia estat masoveria o corts; hi ha una petita era entre aquesta i el paller. El paller té dues plantes amb pis de fusta.

## Història
La llinda de la porta d'entrada porta la inscripció: "JOANIS VALL ME FECIT 1878"